# Titus Flavius Secundus
Titus Flavius Secundus war ein im 2. Jahrhundert n. Chr. lebender Angehöriger des römischen Ritterstandes (Eques).
Durch eine Inschrift, die beim Kastell Magnis gefunden wurde, ist belegt, dass Secundus um 136/138 Präfekt der Cohors I Hamiorum sagittariorum war, die zu diesem Zeitpunkt in der Provinz Britannia stationiert war. Zwei weitere Inschriften belegen, dass Soldaten unter seiner Leitung Wälle errichteten.